# Chicoreus spectrum
Chicoreus spectrum (nomeada, em inglês, ghost murex, pink murex ou spectral murex) é uma espécie de molusco marinho predador da costa oeste do oceano Atlântico, pertencente à classe Gastropoda, ordem Neogastropoda e família Muricidae. Foi classificada por Lovell Augustus Reeve em 1846, no texto "Monograph of the genus Murex", publicado em Conchologia Iconica, vol. 3; descrita originalmente como Murex spectrum; anteriormente no gênero Murex e agora no gênero Chicoreus.

## Descrição da concha
Concha de aparência frágil em suas projeções espiniformes, sendo sua projeção mais pronunciada a que se encontra na parte superior de seu lábio externo; de coloração creme, rosada a castanho-escuro, principalmente em suas extremidades, com 10 a pouco mais de 16 centímetros de comprimento; de espiral moderadamente alta, esculpida com várias linhas espirais e com 3 fileiras axiais de pequenos tubérculos entre suas varizes, com projeções espiniformes, franjadas, longas e curvas, em sua borda externa. Columela e abertura de coloração branco-esmaltada. Amplo e longo canal sifonal. Opérculo córneo, de coloração castanha e esculpido com anéis concêntricos.

## Distribuição geográfica, habitat e hábitos
Chicoreus spectrum é encontrada em águas rasas da zona nerítica, em fundos de areia e cascalho, entre 2 até os 55 metros de profundidade; distribuída das Grandes Antilhas (em Porto Rico) e mar do Caribe até o norte e leste da América do Sul; na costa da Venezuela até a região nordeste (do Maranhão à Bahia) e região sudeste do Brasil, no Rio de Janeiro; sendo uma espécie que costuma ser pescada em armadilhas de coleta de lagostas.

A espécie C. spectrum está distribuída das Grandes Antilhas e mar do Caribe até a região nordeste e sudeste do Brasil, no Rio de Janeiro (em vermelho).